# 亡命賽車2050
《亡命賽車2050》（英語：Death Race 2050）是一部2017年美國政治諷刺動作片，由G·J·艾希頓坎普執導、編劇和剪輯，馬努·班奈特主演。本片為1975年電影《亡命賽車2000》的續集，擔任兩部電影監製的羅傑·科曼形容本片為「非法賽車的形象還有一些黑色幽默」。
《亡命賽車2050》在美國2017年1月17日以DVD首映方式發行。

## 劇情
故事設定於前集五十年後的2050年，當時的美國因社會動盪和經濟崩潰而使得大多數的財富都掌控在少數人的手中，而多數的中產階級則處於貧窮且放棄奮鬥的情況。「亡命賽車」是一項受全國歡迎的公路運動競賽，參賽者會在與其他車手競爭的同時將無辜的路人撞倒來得分。
「科學怪人」是該競賽中的明星車手之一，儘管出意外而裝上機械右手，但今年仍如期出賽。誰也沒料到，在殘酷血腥的瘋狂賽道上，背後竟有著更可怕的陰謀論....。

## 演員
- 馬努·班奈特飾演科學怪人（英语：Frankenstein (Death Race)）（Frankenstein）[3]
- 麥坎·邁道爾飾演美利堅聯合企業主席
- 梅兒西·米勒（英语：Marci Miller）飾演安妮·蘇利文（Annie Sullivan）
- 伯特·葛林斯蒂德（英语：Burt Grinstead）飾演傑德·佩費克托斯（Jed Perfectus）
- Folake Olowofoyeku飾演米涅娃·傑斐森（Minerva Jefferson）
- 安奈莎·拉姆齊（英语：Anessa Ramsey）飾演譚美（Tammy）
- 燕茜·巴特勒（英语：Yancy Butler）飾演亞歷·漢彌爾頓（Alexis Hamilton）
- 萊絲莉·蕭（英语：Leslie Shaw）飾演艾娃·洛克特（Eve Rocket）
- Charlie Farrell飾演JB
- Shanna Olson飾演葛蕾絲·提克爾（Grace Tickle）

## 發行
本片於2017年1月17日在美國以DVD首映方式發行，並同時發行藍光碟。

## 反響
《亡命賽車2050》獲得的評價以負面居多。IMDB評分僅3.6分。

## 外部連結
- 互联网电影数据库（IMDb）上《亡命賽車2050》的资料（英文）
- 爛番茄上《亡命賽車2050》的資料（英文）